# 洛伦茨·申德尔霍尔茨
洛伦茨·申德尔霍尔茨（德語：Lorenz Schindelholz，1966年7月23日—），瑞士男子雪车运动员。他曾代表瑞士参加1992年冬季奥林匹克运动会雪车比赛，获得男子四人铜牌。他在1992年冬奥后退役。